# Bussière-Dunoise
Bussière-Dunoise è un comune francese di 1 101 abitanti situato nel dipartimento della Creuse nella regione della Nuova Aquitania.

## Società

### Evoluzione demografica
Abitanti censiti